# Outta This World
Outta This World este cel de-al doilea album de studio al formației britanice JLS. A fost lansat în Irlanda pe 19 noiembrie 2010 și în Regatul Unit pe 22 noiembrie 2010. Albumul a primit recenzii mixte. A debutat pe locul al doilea în Regatul Unit, țară în care s-au vândut 152.000 de copii în prima săptămână de la lansare și pe locul al patrulea în Irlanda. În total au fost vândute peste 650.000 de exemplare. Primul extras pe single al albumului, „The Club Is Alive”, a avut premiera pe data de 10 mai 2010. Cel de-al doilea, Love You More, a fost prima baladă înregistrată de JLS. Ultimul extras, Eyes Wide Shut, s-a bucurat de mai mult succes în regiunea balcanică.

## Compunere și informații generale
În urma succesului întâmpinat de albumul de debut al grupului, JLS, formația a început să lucreze la un nou produs discografic de studio, sesiunea de înregistrări luând startul în prima parte a anului 2010. În acest scop, cei patru artiști componenți s-au deplasat în Statele Unite ale Americii pentru a imprima o parte a cântecelor pe teritoriul american, totodată exprimându-și dorința de a colabora cu interpreți precum Beyoncé, Jay-Z sau Ne-Yo. Printre producătorii anunțați inițial pentru album se numără Labrinth, Stargate și Toby Gad, iar în presa britanică au apărut informații cu privire la posibile conlucrări în compania unor artiști precum artiști precum Calvin Harris, Jason Derülo, Jay Sean sau Rihanna. Concomitent cu înregistrarea noilor compoziții, formația a lansat și un disc EP în Statele Unite ale Americii, intitulat JLS, alături de șlagărul „Everybody in Love”.
În timpul sesiunilor de înregistrări, grupul a colaborat cu interpreta barbadiană Shontelle, alături de care formația a imprimat compoziția „Ay Mama”. Cântecul urma să fie lansat în S.U.A. pe data de 14 septembrie 2010, însă promovarea sa a fost anulată, piesa nemaifiind inclusă pe versiunea finală a albumului Outta This World, în ciuda zvonurilor existente anterior. Marvin Humes — artist component al grupului — s-a declarat încântat de oportunitatea de a lucra cu interpreta, o opinie similară cu privire la JLS. De asemenea, toate piesele incluse pe material au fost scrise de membrii formației, cu excepția primului extras pe single „The Club Is Alive”. De asemenea, Oritsé Williams a declarat că albumul prezintă un sound „riscant”, grupul asumându-și acest lucru prin „integrarea unor stiluri muzical diferite pe care nu le-au mai abordat anterior”. În total, pentru acest proiect au fost concepute aproximativ șaizeci de cântece, dintre care doar paisprezece s-au regăsit pe album, celelalte urmând să fie incluse ca înregistrări bonus sau oferite altor artiști. În perioada apropiată lansării albumului, formația și-a manifestat dorința de a conlucra cu grupurile muzicale The Saturdays și The Wanted.

## Recenzii
| Sursa                 | Punctaj     | Note   |
| --------------------- | ----------- | ------ |
| Allmusic              | 2.5/5 stele | [ 18 ] |
| CBBC                  | 3/5 stele   | [ 19 ] |
| Daily Express         | 3/5 stele   | [ 20 ] |
| Evening Standard      | 3/5 stele   | [ 21 ] |
| Funky.co.uk           | 4/5 stele   | [ 22 ] |
| OK!                   | 4/5 stele   | [ 23 ] |
| The Belfast Telegraph | 2/5 stele   | [ 24 ] |
| The Independent       | 2/5 stele   | [ 25 ] |
| The Guardian          | 2/5 stele   | [ 26 ] |
| The Observer          | 2/5 stele   | [ 27 ] |
| The Scotsman          | 3/5 stele   | [ 28 ] |
| Virgin Media          | 2/5 stele   | [ 29 ] |
| Yahoo! Music          | 3.5/5 stele | [ 30 ] |

Percepția asupra discului a fost împărțită, website-ul AnyDecentMusic? afișând o medie de 4,8 puncte dintr-un total de zece a calificativelor primite de Outta This World din partea criticilor de specialitate. Jon O'Brien de la Allmusic a oferit materialului două puncte și jumătate dintr-un total de cinci, afirmând că „per total, Outta This World pare a fi o încercare calculată și cinică de a recrea succesul albumului de debut și pălește în comparație cu recentele eforturi inventive oferite de formațiile de băieți Take That, The Wanted și Mc Fly”. Cu toate acestea, O'Brien, a felicitat înregistrări precum „Eyes Wide Shut”, „Love You More” sau compoziția omonimă titlului. Ian Gittins de la Virgin Media a adăugat faptul că „nici cei mai mari detractori ai JLS nu ar disputa că Aston, Marvin, Oritsé și JB sunt patru dintre cei mai muncitori bărbați din industrie. Din nefericire, [...] Outta This World sună precum multă muncă și mai puțină distracție”. Gittins a criticat și faptul că deși „băieții pot cânta”, „este [folosit] din abundență Auto-Tune”, adăugând și faptul că unele piese de pe album albumului duc lipsă de refrene memorabile, aici fiind amintite „I Know What She Like”, „That's My Girl” și „That's Where I'm Coming From”. Michael Cragg de la The Guardian a oferit discului două puncte dintr-un total de cinci, afirmând că „este un album care își asumă câteva riscuri, din punct de vedere al versurilor suntem pe un teritoriu cunoscut deoarece mâinile sunt aruncate în aer, DJ-ii fac oamenii să danseze iar dragostea crește pe zi ce trece”. Cu toate acestea, Cragg a fost de părere că „prea des Outta This World îți amintește de alte cântece, mult superioare” făcând referire la „Eyes Wide Shut (cântec)” (asemănat cu „I'm Not Alone” al lui Calvin Harris) și la „Work” (care este descris prin comparație cu șlagărul Rihannei „Rude Boy”). Hugh Montgomery de la The Observer a descris o parte a înregistrărilor de pe material cu înregistrările interpretate de Usher, amintind și de o serie de „balade gângurite”.
Alte publicații au oferit discului recenzii favorabile, editorii revistei OK! notând albumul cu patru puncte dintr-un total de cinci, afirmând că „Outta This World este o colecție fabuloasă de muzică urbană, cântece pop și R&B, stropite cu o lumină prăfuită de balade lacrimogene, precum favorita noastră, «Other Side of The World»”. Website-ul Funky.co.uk a oferit albumului același calificativ descriind cele paisprezece înregistrări drept „uimitoare”, care îi ajută pe componenți să „își expună întreaga gamă a talentelor lor, participând la scrierea majorității pieselor”. Jaime Gill de la Yahoo! Music a oferit materialului șapte puncte dintr-un total de zece și afirmând faptul că în ciuda clarității superioare a discului, el va fi eclipsat de materialul Progress al formației Take That, lucru „nefericit de vreme ce Outta This World este de fapt un album pop energi și surprinzător de eclectic în termenii săi proprii”. Gill a mai afirmat și că materialul pare a fi „inegal”, fiind îmbinate înregistrări reușite („Superhero” sau înregistrarea omonimă titlului) și momente slabe („The Club Is Alive”), însă a concluzionat prin faptul că discul este „agreabil” datorită „talentului vocal autentic al grupului și instinctele pop jucăușe”. O altă opinie favorabilă provine din partea lui Ian Wade de la BBC Music, care a fost de părere că discul constituie „o afirmare îndrăzneață faptului că JLS a devenit o forță [în muzica] pop”, în timp ce Rick Pearson de la Evening Standard a considerat că Outta This World conține piese „ pop inteligente și elegante”.

## Conținut
Albumul se deschide cu primul disc single, „The Club Is Alive”, care se bazează pe refrenul înregistrării „The Hills Are Alive”, interpretate de Julie Andrews și folosite în filmul The Sound of Music. Conform unei surse citate de publicația britanică The Sun, componenții JLS au fost inițial sceptici cu privire la ideea prezentată lor de casa de discuri, însă au ales să prelucreze compoziția până în momentul în care au considerat procesul încheiat. Cel de-al doilea cântec de pe lista de redare este și cel de-al treilea single, „Eyes Wide Shut (cântec)”. Produs de DEEKAY — cu care formația a colaborat și la albumul de debut — cântecul reprezintă un hibrid de muzică electronică și R&B, fiind comparată cu șlagăre semnate Calvin Harris, Chris Brown sau Liberty X. Înregistrarea omonimă titlului, produsă de echipa norvegiană StarGate, urmează aceeași formulă ca și precedenta compoziție, îmbinând mai multe stiluri muzicale, rezultat apreciat de o serie de publicații. Discul se continuă cu „That's My Girl”, o înregistrare la care a contribuit și artistul britanic Jay Sean, colaborarea fiind anunțată încă din stadiile de inițiale ale conceperii albumului. De asemenea, piesa a fost interpretată și în timpul emisiunii speciale This Is JLS, lucru ce a condus la o creștere a popularității sale, totul culminând cu intrarea sa în clasamentele iTunes.

## Lansare
Materialul Outta This World va fi lansat în format compact disc în Regatul Unit pe data de 22 noiembrie 2010, la aproximativ un an de la promovarea albumului de debut. Asemeni strategiei abordate cu discul precedent, albumul a beneficiat de cinci coperte diferite, cea standard — cu toți membrii grupului pe fotografia de prezentare — și patru coperte individuale cu fiecare dintre componenții formației, pe fundal fiind afișate culori distincte. Acestea au fost distribuite doar prin intermediul lanțului de magazine HMV. De asemenea, website-urile Amazon din Canada, Franța, Germania, Japonia sau Statele Unite ale Americii au inclus albumul în catalogul produselor comercializabile, sub formă de import. De asemenea, o ediție specială a materialului conține un poster cu formația, în timp ce versiunea digitală distribuită prin iTunes include și videoclipurile compozițiilor „The Club Is Alive” și „Love You More”.

## Discuri single
- Primul extras pe single al albumului, „The Club Is Alive”, a avut premiera pe data de 10 mai 2010,[46] iar primele descărcări digitale au fost disponibile în Irlanda începând cu data de 2 iulie.[47] Cântecul se folosește de o mostră din compoziția „The Hills Are Alive”, interpretată de Julie Andrews în filmul The Sound of Music,[33] fiind întâmpinat de criticii muzicali cu recenzii favorabile.[48][49][50] Înregistrarea s-a vândut în aproximativ 85.000 de exemplare în prima săptămână de disponibilitate pe teritoriul Regatului Unit,[51] devenind cea de-a treia compoziție a grupului ce obține această performanță.[52]
- „Love You More” — al doilea single — a fost lansat cu o săptămână în avans față de albumul de proveniență,[53] profitul strâns din comercializarea sa urmând să fie donat programului umanitar Children in Need.[54] Cântecul reprezintă prima baladă promovată de JLS,[55] dar și primul extras pe single al cărui versuri au fost scrise de artiștii componenți ai formației.[56] Compoziția s-a bucurat de succes în Regatul Unit, unde s-a vândut în peste 118.000 de exemplare în prima săptămână de disponibilitate, ocupând locul întâi și devenind cea de-a patra reușită de acest fel a grupului.[57] Înregistrarea a fost interpretată în timpul emisiunii-concurs The X Factor,[58] dar și la gala Children in Need.[59]
- Ultimul extras pe single al albumului îl constituie înregistrarea „Eyes Wide Shut”.[60] Pe versiunea promovată au fost incluse porțiuni interpretate de Tinie Tempah,[61] noua variantă fiind distribuită pe suport digital începând cu data de 13 februarie 2011.[62] Piesa a devenit cel de-al șaselea single al formației ce ocupă poziții de top 10 în Regatul Unit,[63] avansând până pe locul opt grație celor peste 44.500 de exemplare comercializate în săptămâna lansării oficiale.[64] Cântecul s-a bucurat de succes și într-o serie de ierarhii din zona Balcanică.[65][66][67]

Alte cântece notabile
- „That's My Girl” a fost interpretat în timpul emisiunii speciale This Is JLS difuzată de ITV1, iar consecutiv prezentării sale în spectacol aceasta a intrat activat între primele trei sute de înregistrări afișate de clasamentul iTunes din Regatul Unit.

## Ordinea pieselor pe disc
- Surse:[68][69]

| Nr. | Titlu                          | Textier(i)                                                                  | Durată | Note |
| --- | ------------------------------ | --------------------------------------------------------------------------- | ------ | ---- |
| 01. | „The Club Is Alive”            | Savan Kotecha, Richard Rodgers, Andrew Frampton, Steve Mac                  | 3:43   | [A]  |
| 02. | „Eyes Wide Shut”               | JLS, Tim McEwan, Lars H. Jensen                                             | 3:51   | [A]  |
| 03. | „Outta This World”             | JLS, August Rigo, Mikkel S. Eriksen, Tor Erik Hermansen                     | 3:43   | —    |
| 04. | „That’s My Girl”               | JLS, Jay Sean, Jared Cotter, Robert Larow, Jeremy Skaller, Jonathan Perkins | 3:06   | —    |
| 05. | „Work”                         | JLS, Rigo, Eriksen, Hermansen, Nick Brongers                                | 3:07   | —    |
| 06. | „I Know What She Likes”        | JLS, Jerry Wonda, Arden Altino, Rigo                                        | 3:16   | —    |
| 07. | „Love You More”                | JLS, Wayne Hector, Toby Gad                                                 | 3:47   | [A]  |
| 08. | „Other Side of the World”      | JLS, Paul Barry, Alex Smith                                                 | 3:02   | —    |
| 09. | „Better for You”               | JLS, Daniel „Obi” Klein, Ali Tennant, Johannes R. Jørgensen                 | 3:39   | —    |
| 10. | „Superhero”                    | JLS, Jensen, Tennant, McEwan                                                | 3:19   | —    |
| 11. | „Love At War”                  | JLS, Rigo, Eriksen, Hermansen                                               | 3:34   | —    |
| 12. | „Don’t Talk About Love”        | JLS, Lucas Secon, Tennant, Carsten Mortensen                                | 3:17   | —    |
| 13. | „That’s Where I’m Coming From” | JLS, Chris Braide                                                           | 3:42   | —    |
| 14. | „The Last Song”                | JLS, Fred Ball, Teemu Brunila                                               | 3:08   | —    |

Alte cântece înregistrate
- „Ay Mama” (în colaborare cu Shontelle)[70][71]
- „Heartbreaker”[72][73][74]
- „You Got My Love”[75]
- „We Rock the Night”[76]

Note
- A ^ Extras pe disc single.

## Prezența în clasamente
Prima apariție în clasamente a albumului Outta This World s-a materializat în ierarhia irlandeză, unde a debutat pe locul patru la doar șapte zile de la startul comercializării sale, fiind devansat de materiale semnate Rihanna, Take That și Westlife. Această reușită reprezintă un regres față de discul precedent, JLS, care a intrat în lista compilată de IRMA pe treapta cu numărul unu. Concomitent, în Regatul Unit Outta This World a debutat pe locul secund, fiind devansat de discul formației Take That Progress, care s-a comercializat în aproximativ 208.000 de exemplare, în timp ce materialul grupului JLS s-a vândut în peste 152.000 de unități. Acest start reprezintă unul mai slab decât cel al albumului precedent, ce a intrat în UK Albums Chart pe locul întâi și a fost distribuit în aproape 240.000 de copii în primele șapte zile de disponibilitate. Similar, în clasamentul celor mai populare albume în format digital Outta This World a ocupat treapta cu numărul cinci, în timp ce în ierarhia din Scoția a devenit o reușită de top 3. Simultan, colecția de înregistrări a debutat pe locul zece în ierarhia europeană compilată de Billboard (fiind și cea mai bună intrare a unui disc din acea săptămână) și pe treapta cu numărul unsprezece în clasamentul mondial, grație celor peste 154.000 de unități comercializate în cele două regiuni.

## Clasamente
| Țară (clasament)                     | Poziția maximă | Referință |
| ------------------------------------ | -------------- | --------- |
| Europa (Billboard — European Albums) | 10             | [ 90 ]    |
| Irlanda (IRMA)                       | 4              | [ 91 ]    |
| Regatul Unit (UK Albums Chart)       | 2              | [ 92 ]    |
| Regatul Unit (UK Digital Albums)     | 5              | [ 85 ]    |
| Regatul Unit (UK R&B Albums)         | 1              | [ 93 ]    |
| Scoția (OCC — Scottish Albums)       | 3              | [ 86 ]    |
| United World Chart (Media Traffic)   | 11             | [ 89 ]    |

| Țară (clasament) | Poziția maximă | Referință |
| 2011             | 2011           | 2011      |
| ---------------- | -------------- | --------- |
| Regatul Unit     | 18             | [ 94 ]    |

| Predecesor: Loud de Rihanna | Locul 1 în UK R&B Chart 4 decembrie 2010 - 17 decembrie 2010 | Succesor: Loud de Rihanna |

## Datele lansărilor
| Țara         | Dată              | Versiune          | Casa de discuri | Format                           | Catalog     | Referințe     |
| ------------ | ----------------- | ----------------- | --------------- | -------------------------------- | ----------- | ------------- |
| Irlanda      | 19 noiembrie 2010 | standard          | Epic, Sony BMG  | compact disc descărcare digitală | 88697742862 | [ 95 ] [ 96 ] |
| Regatul Unit | 22 noiembrie 2010 | standard          | Epic, Sony BMG  | compact disc descărcare digitală | 88697742862 | [ 97 ] [ 98 ] |
| Regatul Unit | 22 noiembrie 2010 | ediție specială   | Epic, Sony BMG  | compact disc                     | 88697802952 | [ 99 ]        |
| Regatul Unit | 22 noiembrie 2010 | „Aston slipcase”  | Epic, Sony BMG  | compact disc                     | 88697794192 | [ 35 ]        |
| Regatul Unit | 22 noiembrie 2010 | „JB slipcase”     | Epic, Sony BMG  | compact disc                     | 88697794212 | [ 36 ]        |
| Regatul Unit | 22 noiembrie 2010 | „Marvin slipcase” | Epic, Sony BMG  | compact disc                     | 88697794202 | [ 37 ]        |
| Regatul Unit | 22 noiembrie 2010 | „Oriste slipcase” | Epic, Sony BMG  | compact disc                     | 88697794222 | [ 38 ]        |